# La Penne-sur-Huveaune
 La Penne-sur-Huveaune  es una comuna y población de Francia, en la región de Provenza-Alpes-Costa Azul, departamento de Bocas del Ródano, en el distrito de Marsella y cantón de Aubagne Oeste.
Su población en el censo de 1999 era de 6.005 habitantes. Forma parte de la aglomeración urbana de Marsella-Aix-en-Provence.
Está integrada en la Communauté d'agglomération Garlavan Huveaune - Sainte Baume .

## Demografía
| 3736 | 4489 | 5095 | 5782 | 5879 | 6005 |
| Para los censos de 1962 a 1999 la población legal corresponde a la población sin duplicidades (Fuente: INSEE [Consultar]) |      |      |      |      |      |